# Kongsvinger (plaats)
Kongsvinger is een plaats in de Noorse gemeente Kongsvinger, fylke Innlandet. Kongsvinger telt 11.181 inwoners (2007) en heeft een oppervlakte van 8,15 km².
De stad ligt aan beide zijden van de rivier de Glomma. Aan de noordzijde van de rivier wordt de stad gedomineerd door Kongsvinger vesting welke dateert uit het einde van de 17e eeuw.
Kongsvinger IL is de voetbalclub van de stad.

## Geboren
- Ståle Solbakken (1968), Noors voetballer en voetbalcoach
- Hallgeir Engebråten (1999), Noors schaatser